# 고지라-1.0
고지라-1.0(일본어: ゴジラ マイナスワン), 고지라 마이너스 원은 야마자키 다카시가 감독, 각본, 시각 효과를 맡은 2023년 일본 서사 괴수 영화이다. 도호 스튜디오와 로봇 커뮤니케이션즈가 제작하고 도호가 배급한 이 영화는 고질라 프랜차이즈의 37번째 영화이자 도호의 33번째 고질라 영화이자 레이와 시대의 다섯 번째 영화이다. 이 영화는 카미키 류노스케, 하마베 미나미, 야마다 유키, 아오키 무네타카, 요시오카 히데타카, 안도 사쿠라, 사사키 쿠라노스케가 주연을 맡았다.  이 영화에서는 전후 일본을 배경으로 고지라의 등장을 다룬다.
영화 아르키메데스의 대전(2019) 개봉 후 야마자키는 고지라 영화 제작에 임명되었다. 이후 그는 고지라 (1954년 영화)(1954), 죠스 (영화)(1975), 미야자키 하야오 영화, 고질라 모스라 킹기도라 대괴수총공격(2001), 신 고질라(2016)의 영향을 받아 3년에 걸쳐 대본을 썼다. 야마자키는 이전에 올웨이즈 3번가의 석양 속편(2007) 및 2021년 세이부엔의 놀이공원 놀이기구에서 고지라를 묘사했다. 2022년 2월, 로봇(Robot)은 야마자키가 곧 괴수 영화 감독을 시작할 것이라고 발표했다. 촬영은 주로 2022년 3월부터 6월까지 간토와 주부에서 이루어졌다. 시로구미는 2022년 4월부터 2023년 5월까지 조후에 있는 스튜디오에서 시각 효과를 담당했다.

## 출연
- 카미키 류노스케 : 시키시마 코이치 역
- 하마베 미나미 : 오이시 노리코 역
- 야마다 유키 : 미즈시마 시로 역
- 아오키 무네타카 : 타치바나 소사쿠 역
- 요시오카 히데타카 : 노다 켄지 역
- 안도 사쿠라 (1986년) : 오타 스미코 역
- 사사키 쿠라노스케 : 아키츠 키요지 역
- 엔도 유야 : 사이토 다다마사 역
- 이이다 키스케 : 이타가키 아키오 역

## 기타
- 야마자키 타카시 감독이 과거 드래곤 퀘스트: 유어 스토리라는 문제작을 만든 적이 있어 이번에도 이 작품이 다시 거론되며 많은 우려를 샀다. 심지어 개봉 당일엔 유어 스토리가 실시간 트윗 순위에 오르기도. 개봉 후에는 "유어 스토리 같은 작품이 아니다." 라는 평이 나오며 우려를 불식했다.